# Walmer Martínez
Walmer Osmar Gómez Martínez (Santa Cruz, 17 agosto 1998) è un calciatore statunitense naturalizzato salvadoregno, attaccante dell'AV Alta e della nazionale salvadoregna.

## Carriera

### Nazionale
Il 5 giugno 2021 ha esordito con la nazionale salvadoregna giocando l'incontro vinto 0-7 contro le Isole Vergini Americane, valido per le qualificazioni al campionato mondiale di calcio 2022.

## Statistiche

### Presenze e reti nei club
Statistiche aggiornate al 24 dicembre 2021.
| Stagione                   | Squadra                    | Campionato                 | Campionato | Campionato | Coppe nazionali | Coppe nazionali | Coppe nazionali | Coppe continentali | Coppe continentali | Coppe continentali | Altre coppe | Altre coppe | Altre coppe | Totale | Totale |
| Stagione                   | Squadra                    | Comp                       | Pres       | Reti       | Comp            | Pres            | Reti            | Comp               | Pres               | Reti               | Comp        | Pres        | Reti        | Pres   | Reti   |
| -------------------------- | -------------------------- | -------------------------- | ---------- | ---------- | --------------- | --------------- | --------------- | ------------------ | ------------------ | ------------------ | ----------- | ----------- | ----------- | ------ | ------ |
| 2018                       | Santa Cruz Breakers        | USL PDL                    | 12         | 4          |                 | -               | -               |                    | -                  | -                  |             | -           | -           | 12     | 4      |
| 2019                       | Santa Cruz Breakers        | USL L2                     | 12         | 6          |                 | -               | -               |                    | -                  | -                  |             | -           | -           | 12     | 6      |
| Totale Santa Cruz Breakers | Totale Santa Cruz Breakers | Totale Santa Cruz Breakers | 24         | 10         |                 | -               | -               |                    | -                  | -                  |             | -           | -           | 24     | 10     |
| 2019                       | Des Moines Menace          | USL L2                     | 2          | 0          |                 | -               | -               |                    | -                  | -                  |             | -           | -           | 2      | 0      |
| 2021                       | Hartford Athletic          | USLC                       | 19         | 2          |                 | -               | -               |                    | -                  | -                  |             | -           | -           | 19     | 2      |
| 2022                       | Monterey Bay               | USLC                       | 0          | 0          |                 | -               | -               |                    | -                  | -                  |             | -           | -           | 0      | 0      |
| Totale carriera            | Totale carriera            | Totale carriera            | 45         | 12         |                 | -               | -               |                    | -                  | -                  |             | -           | -           | 45     | 12     |

### Cronologia presenze e reti in nazionale
| Cronologia completa delle presenze e delle reti in nazionale ― El Salvador | Cronologia completa delle presenze e delle reti in nazionale ― El Salvador | Cronologia completa delle presenze e delle reti in nazionale ― El Salvador | Cronologia completa delle presenze e delle reti in nazionale ― El Salvador | Cronologia completa delle presenze e delle reti in nazionale ― El Salvador | Cronologia completa delle presenze e delle reti in nazionale ― El Salvador | Cronologia completa delle presenze e delle reti in nazionale ― El Salvador | Cronologia completa delle presenze e delle reti in nazionale ― El Salvador |
| Data                                                                       | Città                                                                      | In casa                                                                    | Risultato                                                                  | Ospiti                                                                     | Competizione                                                               | Reti                                                                       | Note                                                                       |
| -------------------------------------------------------------------------- | -------------------------------------------------------------------------- | -------------------------------------------------------------------------- | -------------------------------------------------------------------------- | -------------------------------------------------------------------------- | -------------------------------------------------------------------------- | -------------------------------------------------------------------------- | -------------------------------------------------------------------------- |
| 5-6-2021                                                                   | Christiansted                                                              | Isole Vergini Americane                                                    | 0 – 7                                                                      | El Salvador                                                                | Qual. Mondiali 2022                                                        | -                                                                          | 74’                                                                        |
| Totale                                                                     |                                                                            | Presenze                                                                   | 1                                                                          |                                                                            | Reti                                                                       | 1                                                                          |                                                                            |